# Richard Bisschop
Richard Bisschop, né le 21 juin 1849 à Leeuwarden et mort le 22 mars 1926 à Bergen, est un peintre, dessinateur et aquarelliste néerlandais. 

## Biographie
Richard Bisschop naît le 21 juin 1849 à Leeuwarden. Il déménage à Rotterdam avec ses parents lorsqu'il a environ douze ans. Se destinant d'abord à la profession d'architecte, il devient élève de l'académie des arts plastiques et des sciences techniques. Il devient étudiant à l'académie des beaux-arts et des sciences techniques. En 1867, lorsque la Société pour la promotion de l'art de la construction fixe un prix pour un monument, le projet de Richard Bisschop, âgé de 18 ans, remporte le premier prix. Quatre ans plus tard, il se consacre entièrement à la peinture. En tant que membre de l'académie de Rotterdam, il suit les exercices, dans lesquels son grand-père, Christoffel Bisschop, le soutient à La Haye. En 1881, il s'y installe et épouse la peintre Suze Robertson en 1892. De 1895 à 1898, ils vivent à Leur, un village du Nord-Brabant, puis à La Haye. Il peint des intérieurs d'église basés sur des motifs des églises de Rotterdam, Maassluis, Gouda, Breda, St Salvator à Bruges, Noordwijk, ainsi que des portraits. Ses églises sont animées par des personnages. Ses premières peintures sont quelque peu sèches, les dernières sont plus atmosphériques et colorées. Des tableaux de sa main sont en possession de la Reine, au Musée d'art moderne de La Haye, au Musée Taco Mesdag de Groningue et dans diverses collections privées à La Haye, Rotterdam, etc... Lors de l'une des expositions collectives de l'atelier Pulchri en 1907, il expose 7 tableaux, et en 1905, une exposition spéciale de lui et de sa femme a lieu à l'Association des arts de Rotterdam.